# (14131) 1998 QN105
A (14131) 1998 QN105 a Naprendszer kisbolygóövében található aszteroida. Eric Walter Elst fedezte fel 1998. augusztus 25-én.

## Kapcsolódó szócikk
- Kisbolygók listája (14001–14500)